# Prosoparia juno
Prosoparia juno là một loài bướm đêm trong họ Erebidae.